# Сіріо Вернаті
Сіріо Вернаті (італ. Sirio Vernati, 12 травня 1907, Цюрих — 22 лютого 1993) — швейцарський футболіст, що грав на позиції півзахисника.
Виступав, зокрема, за клуби «Цюрих» та «Грассгоппер», а також національну збірну Швейцарії, у складі якої був учасником чемпіонату світу 1938 року.

## Клубна кар'єра
У дорослому футболі дебютував 1928 року виступами за команду клубу «Цюрих», в якій провів п'ять сезонів. 
Своєю грою за цю команду привернув увагу представників тренерського штабу клубу «Грассгоппер», до складу якого приєднався 1933 року. Відіграв за команду з Цюриха наступні сім сезонів своєї ігрової кар'єри.
Протягом 1940—1943 років захищав кольори команди клубу «Люцерн».
Завершив професійну ігрову кар'єру у клубі «Янг Фелловз», за команду якого виступав протягом 1943—1946 років.
Помер 22 лютого 1993 року на 86-му році життя.

## Виступи за збірну
1936 року дебютував в офіційних матчах у складі національної збірної Швейцарії. Протягом кар'єри у національній команді, яка тривала 8 років, провів у формі головної команди країни 34 матчі.
У складі збірної був учасником чемпіонату світу 1938 року у Франції, де взяв участь в усіх трьох матчах своєї команди, яка вибула з боротьби на стадії чвертьфіналів, поступившись збірній Угорщини.

## Статистика виступів

### Статистика виступів в чемпіонаті
Виступи у вищому дивізіоні чемпіонату Швейцарії, починаючи з сезону 1933/34.
| Сезон   | Клуб        | Ліга                | Матчі | Голи | Місце |
| ------- | ----------- | ------------------- | ----- | ---- | ----- |
| 1933/34 | Грассгоппер | Чемпіонат Швейцарії | 30    | 0    | 2     |
| 1934/35 | Грассгоппер | Чемпіонат Швейцарії | 25    | 1    | 4     |
| 1935/36 | Грассгоппер | Чемпіонат Швейцарії | 24    | 0    | 3     |
| 1936/37 | Грассгоппер | Чемпіонат Швейцарії | 21    | 0    | 1     |
| 1937/38 | Грассгоппер | Чемпіонат Швейцарії | 21    | 1    | 2     |
| 1938/39 | Грассгоппер | Чемпіонат Швейцарії | 22    | 0    | 1     |
| 1939/40 | Грассгоппер | Чемпіонат Швейцарії | 21    | 0    | 3     |
| 1940/41 | Грассгоппер | Чемпіонат Швейцарії | 6     | 0    | 4     |
| 1941/42 | Люцерн      | Чемпіонат Швейцарії | 21    | 0    | 12    |
| 1942/43 | Люцерн      | Чемпіонат Швейцарії | 26    | 1    | 12    |
| 1943/44 | Янг Фелловз | Чемпіонат Швейцарії | 26    | 0    | 11    |
| 1944/45 | Янг Фелловз | Чемпіонат Швейцарії | 25    | 0    | 7     |
| 1945/46 | Янг Фелловз | Чемпіонат Швейцарії | 18    | 0    | 7     |
| РАЗОМ   |             |                     | 286   | 3    |       |

### Статистика виступів у Кубку Мітропи
| №                      | Розіграш               | Стадія                 | Дата та місце проведення | Команда 1              | Рахунок | Команда 2        | Голи |
| ---------------------- | ---------------------- | ---------------------- | ------------------------ | ---------------------- | ------- | ---------------- | ---- |
| 1                      | 1936                   | квал.                  | 07.06.1936, Відень       | Аустрія (Відень)       | 3:1     | Грассгоппер      |      |
| 2                      | 1936                   | квал.                  | 14.06.1936, Цюрих        | Грассгоппер            | 1:1     | Аустрія (Відень) |      |
| 3                      | 1937                   | 1/8                    | 13.06.1937, Цюрих        | Грассгоппер            | 4:3     | Простейов        |      |
| 4                      | 1937                   | 1/8                    | 20.06.1937, Простейов    | Простейов              | 2:2     | Грассгоппер      |      |
| 5                      | 1937                   | 1/4                    | 4.07.1937, Рим           | Лаціо                  | 6:1     | Грассгоппер      |      |
| 6                      | 1937                   | 1/4                    | 11.04.1937, Цюрих        | Грассгоппер            | 3:2     | Лаціо            |      |
| Всього в Кубку Мітропи | Всього в Кубку Мітропи | Всього в Кубку Мітропи | Всього в Кубку Мітропи   | Всього в Кубку Мітропи | 6       |                  | 0    |